# Leleasca
Leleasca is een Roemeense gemeente in het district Olt.
Leleasca telt 1535 inwoners.